# 2 رجب
- السبت
- الأحد
- الاثنين
- الثلاثاء
- الأربعاء
- الخميس
- الجمعة

- 2920 ديسمبر 2025
- 121 ديسمبر 2025
- 222 ديسمبر 2025
- 323 ديسمبر 2025
- 424 ديسمبر 2025
- 525 ديسمبر 2025
- 626 ديسمبر 2025
- 727 ديسمبر 2025
- 828 ديسمبر 2025
- 929 ديسمبر 2025
- 1030 ديسمبر 2025
- 1131 ديسمبر 2025
- 121 يناير 2026
- 132 يناير 2026
- 143 يناير 2026
- 154 يناير 2026
- 165 يناير 2026
- 176 يناير 2026
- 187 يناير 2026
- 198 يناير 2026
- 209 يناير 2026
- 2110 يناير 2026
- 2211 يناير 2026
- 2312 يناير 2026
- 2413 يناير 2026
- 2514 يناير 2026
- 2615 يناير 2026
- 2716 يناير 2026
- 2817 يناير 2026
- 2918 يناير 2026
- 3019 يناير 2026
- 120 يناير 2026
- 221 يناير 2026
- 322 يناير 2026
- 423 يناير 2026

2 رجب أو 2 رجب الفرد أو 2 رجب المُرجَّب أو يوم 2 \ 7 (اليوم الثاني من الشهر السابع) هو اليوم التاسع والسبعون بعد المائة (179) من أيَّام السنة (أو الثمانون بعد المائة لو كان شهر جمادى الآخرة مُتممًا لليوم الثلاثين أو الحادي والثمانون بعد المائة لو أتم كلاً من صفر وربيع الآخر وجمادى الآخرة ثلاثين يوماً) وفق التقويم الهجري القمري (العربي). يبقى بعده 175 أو 176 يومًا لانتهاء السنة.

## أحداث
- 725 هـ - الرحالة ابن بطوطة ينطلق في أول رحلة له حول العالم من مسقط رأسه مدينة طنجة متجهًا إلى مكة لأداء فريضة الحج.
- 920 هـ - وقوع معركة جالديران بين العثمانيين والصفويين، وتُعد هذه المعركة من المعارك الفاصلة في الصراع العثماني الصفوي؛ فقد استطاع السلطان سليم الأول بقضائه على جيش الصفويين في تلك المعركة أن يحقق لدولته الأمان من عدو ظل يشكل خطرًا حقيقيًّا عليها لفترة طويلة من الزمان.
- 1144 هـ - الدولة العثمانية توقع معاهدة مع الدولة الصفوية، استعاد الصفويين بمقتضاها السيادة على عدد من المدن، مثل: تبريز، وأذربيجان الجنوبية، وكرمنشاه، وخوزستان، وهمدان.
- 1224 هـ - نفي الزعيم الوطني عمر مكرم إلى دمياط بقرار من محمد علي باشا على الرغم من الدور الذي لعبه عمر في وصول محمد علي إلى حكم مصر قبل نحو أربع سنوات.
- 1249 هـ - القوات الفرنسية تفشل في اقتحام بلدة بليدة -في بداية الاحتلال الفرنسي للجزائر- بسبب المقاومة الباسلة لسكانها.
- 1275 هـ - العثور على المخطوطة السينائية (باللاتينية: Codex Sinaiticus) في دير سانت كاترين، وهي أقدم نسخة من الإنجيل بعهديه الحديث ومعظم القديم ويعتقد أنها واحدة من 50 نسخة أمر الإمبراطور قسطنطين الأول بكتابتها.
- 1331 هـ - صدور العدد الأول من مجلة «روزي كورد» في إسطنبول.
- 1340 هـ - المملكة المتحدة تصدر تصريح عرف باسم تصريح 28 فبراير قبلت فيه باستقلال مصر، وقد قبلت الحكومة المصرية برئاسة عبد الخالق ثروت بهذا التصريح.
- 1367 هـ - عصابات الهاجاناه والأرجون وشتيرن ترتكب مجزرة دير ياسين في قضاء القدس، حيث داهمت الساعة الثانية فجرًا قرية دير ياسين، وشرعت بقتل كل من وقع في مرمى أسلحتهم. ومن ثَمّ تم إلقاء القنابل داخل المنازل لتدميرها على من فيها، وبلغ عدد المدنيين الذين قتلوا فيها 360 شخصًا، ودمرت القرية ولم يبق منها سوى الأطلال.
- 1373هـ - أول مجلس وزراء سعودي برئاسة الملك سعود بن عبد العزيز آل سعود.
- 1376 هـ - موافقة الأمم المتحدة على قرار يدعو إسرائيل إلى الانسحاب من الأراضي المصرية التي لا تزال تحتلها، وعلى قرار بتوسيع اختصاص قوات الطوارئ التابعة للأمم المتحدة بحيث تصبح حاجزًا بين إسرائيل ومصر.
- 1383 هـ - عبد السلام عارف يقوم بانقلاب على شريكه في الحكم حزب البعث العربي الاشتراكي، حيث قضي على الحرس القومي وطرد البعثيين من الحكومة.
- 1402 هـ - إتمام الانسحاب الإسرائيلي من سيناء حسب اتفاقية كامب ديفيد.
- 1411 هـ - بداية عملية عاصفة الصحراء في حرب الخليج الثانية وذلك لتحرير الكويت من الغزو العراقي.
- 1413 هـ - وزير المالية ووزير التخطيط الكويتي ناصر الروضان يقوم بإعاده افتتاح أبراج الكويت بعد أن تعرضت للتخريب والسلب والدمار خلال الغزو العراقي للكويت.
- 1417 هـ - حادث تصادم طائرة الخطوط الجوية العربية السعودية رحلة 763 وطائرة الخطوط الكازاخستانية في سماء نيودلهي ما يسفر عن مقتل أكثر من 349 راكب ما يجعله أكثر حوادث الطيران دموية في التاريخ.
- 1424 هـ - اغتيال رئيس المجلس الأعلى للثورة الإسلامية في العراق محمد باقر الحكيم بعد خروجه من ضريح الإمام علي في النجف.
- 1432 هـ - الرئيس اليمني علي عبد الله صالح يتعرض لمحاولة اغتيال مع كبار مسؤولي حكومته وذلك بقصف مسجد بالقرب من قصر الرئاسة، وأتى الحادث مع اشتداد الاحتجاجات الشعبية المنددة بحكمة والمطالبة برحيلة.
- 1435 هـ - نادي الشباب السعودي يحرز لقب كأس خادم الحرمين الشريفين للأبطال وذلك في افتتاح ملعب الجوهرة المشعة.
- 1436 هـ - مقتل 90 وإصابة 398 في غارة جوية لعمليَّة عاصفة الحزم عند استهداف مخازن للصواريخ في صنعاء.
- 1438 هـ - انطلاق أعمال القمة العربية الثامنة والعشرين في منطقة البحر الميت في الأردن بمشاركة معظم القادة العرب.
- 1439 هـ - الجيشان التُركيّ والسُوريّ الحُر يُعلنان سيطرتهما على مدينة عفرين بعد 57 يومًا على انطلاق عمليَّة غصن الزيتون ضدَّ وحدات حماية الشعب الكُرديَّة.
- 1445 هـ - تحالف تقوده الولايات المتحدة يشن ضربات على أهداف لحركة أنصار الله الحوثيين في اليمن.

## مواليد
- 212 هـ - علي بن محمد الهادي، عالم مسلم وعاشر أئمة الشيعة الأثني عشرية.
- 1291 هـ - مصطفى كامل، سياسي مصري.
- 1299 هـ - محمد مصدق، رئيس وزراء إيران.
- 1333 هـ - كامل التلمساني، مخرج وكاتب مصري.
- 1345 هـ - الطاهر شريعة، مخرج سينمائي تونسي.
- 1350 هـ - هند رستم، ممثلة مصرية.
- 1358 هـ - ضياء البياتي، ممثل عراقي.
- 1366 هـ - علي الحذيفي، إمام وخطيب المسجد النبوي الشريف.
- 1368 هـ - مريم الغامدي، ممثلة سعودية.
- 1373 هـ - رزيقة الطارش، ممثلة إماراتية.
- 1374 هـ - ناجية الربيع، ممثلة سعودية.
- 1375 هـ - عالية بنت الحسين، الإبنة الكبرى لجلالة ملك الأردن الراحل الحسين بن طلال وأخت جلالة ملك الأردن الحالي عبد الله الثاني بن الحسين غير الشقيق.
- 1376 هـ -
  - سعد الفقيه، معارض سعودي.
  - جاكي شروف، ممثل هندي.
- 1379 هـ - غادة الشمعة، ممثلة سورية.
- 1380 هـ - حنان جويفل، طبيبة وأكاديمية مصرية.
- 1383 هـ - يوسف الثنيان، لاعب كرة قدم سعودي.
- 1384 هـ -
  - رابح صقر، مغني سعودي.
  - إبراهيم الحساوي، ممثل سعودي.
- 1393 هـ -
  - خطر، ممثلة سعودية.
  - عبد العزيز الخثران، لاعب كرة قدم سعودي.
- 1394 هـ - إبراهيم سويد، لاعب كرة قدم سعودي.
- 1398 هـ -
  - محمد المقرن، شاعر سعودي.
  - سارة، مغنية سعودية.
  - طلال المشعل، لاعب كرة قدم سعودي.
- 1401 هـ - أزهار الحلواجي، ممثلة إماراتية.

## وفيات
- 1113 هـ - أحمد بن الحسين الطرابلسي، فقيه، كاتب وشاعر ليبي.
- 1303 هـ - جعفر الخرسان، شاعر وناثر عثماني عراقي.
- 1325 هـ - محمد ظافر المدني، فقيه مالكي وصوفي شاذلي طرابلسي عثماني.
- 1365 هـ - أحمد محرم، أحد كبار الشعراء العرب في العصر الحديث.
- 1414 هـ - زينب صدقي، ممثلة مصرية.
- 1417 هـ - محمد طه، مغني مصري.
- 1421 هـ - محمد الدرة، طفل فلسطيني قتل أثناء إحدى المواجهات مع القوات الإسرائيلية.
- 1424 هـ - محمد باقر الحكيم، رئيس المجلس الأعلى للثورة الإسلامية في العراق.
- 1426 هـ - طالب الفراتي، ممثل عراقي.
- 1427 هـ - نقولا زيادة، مؤرخ لبناني من أصل فلسطيني.
- 1436 هـ -
  - إبراهيم يسري، ممثل مصري.
  - حسن الشاذلي، لاعب كرة قدم مصري والهداف التاريخي للدوري المصري.
- 1442 هـ -
  - عباس الجنابي، إعلامي وشاعر عراقي.
  - كارلوس منعم، رئيس الأرجنتين بالفترة من 8 يوليو 1989م إلى 10 يناير 1999م.

## وصلات خارجية
- موقع قصة الإسلام: حدث في شهر رجب.